# Mark Hateley
Mark Wayne Hateley (n. Derby, Derbyshire. Inglaterra, 7 de noviembre de 1961) es un exfutbolista y actual entrenador inglés, que jugaba de delantero y militó en diversos clubes de Inglaterra, Estados Unidos, Italia, Francia y Escocia.

## Selección nacional
Con la Selección de fútbol de Inglaterra, disputó 32 partidos internacionales y anotó solo 9 goles. También, participó con la selección inglesa en una Copa Mundial, la edición de México 1986, donde su selección quedó lamentablemente eliminado, en los cuartos de final de la cita de México, tras perder por 2-1 ante la Argentina de Diego Armando Maradona.

### Participaciones en Copas del Mundo
| Mundial                        | Sede   | Resultado        |
| ------------------------------ | ------ | ---------------- |
| Copa Mundial de Fútbol de 1986 | México | Cuartos de final |

### Participaciones en Eurocopas
| Mundial       | Sede     | Resultado    |
| ------------- | -------- | ------------ |
| Eurocopa 1988 | Alemania | Primera Fase |

## Clubes
| Club                | País           | Año         |
| ------------------- | -------------- | ----------- |
| Coventry City       | Inglaterra     | 1978 - 1980 |
| Detroit Express     | Estados Unidos | 1980        |
| Coventry City       | Inglaterra     | 1981 - 1983 |
| Portsmouth          | Inglaterra     | 1983 - 1984 |
| AC Milan            | Italia         | 1984 - 1987 |
| Mónaco              | Francia        | 1987 - 1990 |
| Rangers             | Escocia        | 1990 - 1995 |
| Queens Park Rangers | Inglaterra     | 1995 - 1996 |
| Leeds United        | Inglaterra     | 1996        |
| Rangers             | Escocia        | 1997        |
| Hull City           | Inglaterra     | 1997 - 1998 |
| Ross County         | Inglaterra     | 1998 - 1999 |

## Palmarés

### Campeonatos nacionales
| Título                     | Club         | País    | Año     |
| -------------------------- | ------------ | ------- | ------- |
| Ligue 1                    | AS Monaco FC | Francia | 1987-88 |
| Copa de la Liga de Escocia | Rangers FC   | Escocia | 1989-90 |
| Premier League Escocesa    | Rangers FC   | Escocia | 1990-91 |
| Premier League Escocesa    | Rangers FC   | Escocia | 1991-92 |
| Copa de Escocia            | Rangers FC   | Escocia | 1991-92 |
| Copa de la Liga de Escocia | Rangers FC   | Escocia | 1991-92 |
| Premier League Escocesa    | Rangers FC   | Escocia | 1992-93 |
| Copa de Escocia            | Rangers FC   | Escocia | 1992-93 |
| Copa de la Liga de Escocia | Rangers FC   | Escocia | 1992-93 |
| Premier League Escocesa    | Rangers FC   | Escocia | 1993-94 |
| Premier League Escocesa    | Rangers FC   | Escocia | 1994-95 |
| Premier League Escocesa    | Rangers FC   | Escocia | 1996-97 |

### Campeonatos internacionales
| Título          | Club                    | País      | Año  |
| --------------- | ----------------------- | --------- | ---- |
| Eurocopa Sub-21 | Selección de Inglaterra | Bremen    | 1982 |
| Eurocopa Sub-21 | Selección de Inglaterra | Sheffield | 1984 |